# Bernd Heinze (Diplomat)

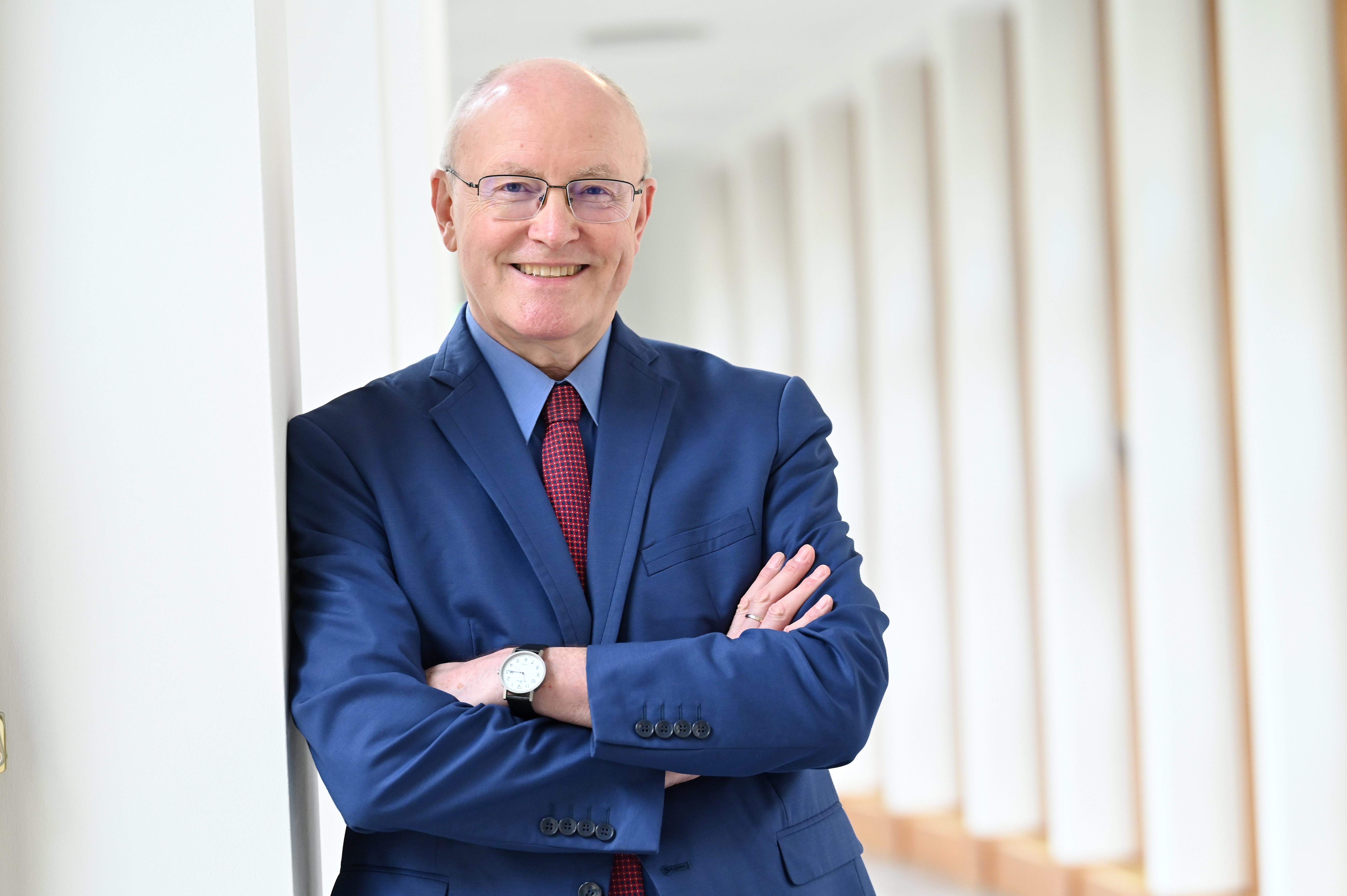
Botschafter Bernd Heinze

Bernd Heinze (* 20. März 1960 in Ludwigsburg) ist ein deutscher Diplomat. Seit Juli 2024 ist er Botschafter der Bundesrepublik Deutschland in Turkmenistan und leitet als solcher die Botschaft Aschgabat.

## Leben
Heinze wurde am 20. März 1960 in Ludwigsburg geboren und besuchte dort das Friedrich-Schiller-Gymnasium bis zum Abitur.  Von 1979 bis 1983 studierte er an der Hochschule für öffentliche Verwaltung und Finanzen Ludwigsburg Public Management und schloss als B.A. ab. Von 1983 bis 1988 setzte er seine Studien an der Universität Konstanz und den Universitäten Rutgers und Princeton in den Vereinigten Staaten im Bereich der Verwaltungswissenschaft mit dem Schwerpunkt Internationale Beziehungen fort.
Nach erfolgreicher Teilnahme am Auswahlwettbewerb für den höheren auswärtigen Dienst nahm er von 1988 bis 1990 an der Attachéausbildung in der Aus- und Fortbildungsstätte des Auswärtigen Amts in Bonn-Ippendorf teil.
Seine ersten dienstlichen Verwendungen führten ihn an die Botschaft Sofia/Bulgarien (1990 bis 1993), in die Zentrale des Auswärtigen Amts (1993 bis 1996), an die Ständige Vertretung bei der EU in Brüssel/Belgien (1996 bis 1999) und an die Botschaft Bukarest (1999 bis 2002).
Im Jahr 2002 wurde er bis 2005 als stellvertretender Referatsleiter zurück in die Zentrale des Auswärtigen Amts gerufen. Es folgte von 2005 bis 2008 eine Verwendung in der Ständigen Vertretung bei den Vereinten Nationen in New York/Vereinigte Staaten. Von dort aus wurde er ständiger Vertreter des Leiters der Botschaft Zagreb/Kroatien (2008). Noch im gleichen Jahr erfolgte seine Versetzung in den Geschäftsbereich des Bundeskanzleramts, wo er bis 2014 Referatsleiter war.
Anschließend wurde Heinze von 2014 bis 2017 stellvertretender Leiter der politischen Abteilung der Botschaft London/Vereinigtes Königreich. Nach einem Einsatz als Referatsleiter in der Zentrale des Auswärtigen Amts (2017 bis 2021) fungierte er von 2021 bis 2024 als Leiter des Pressereferats in der Botschaft Moskau/Russland.
Seit Juli 2024 leitet Heinze die Botschaft Aschgabat. Am 24. Juli 2024 wurde er von dem Präsidenten Turkmenistans, Serdar Berdimuhamedow, zur Überreichung seines Beglaubigungsschreiben empfangen.
Heinze ist verheiratet und hat zwei Kinder.